# 天之四灵
天之四灵，在中國神話中，即青龍、白虎、朱雀、玄武四大靈獸。若加上黃龍为第五灵，统御此天之四灵，則并称天官五兽。

## 概述
天之四靈本质为东、西、南、北四方星宿所化，属于早期星宿崇拜。在神话中，这四方星宿下降人间，诞生了龙、虎、凤、龟四象。后世道教将此天之四灵吸纳入自身神系，称为孟章神君、监兵神君、陵光神君，执明神君。
在中國天文中，天官五兽又對應天文五官，五天官各有七宿，每一宿又各为一星官，除五兽外共计三十五尊星官。

## 青龍
青龍是代表東方的靈獸，根據五行學說，東方屬木為青色，故乃青色的龍，代表的季節是春季。在天官中，苍龙为东宫青帝之精，其下有天王、天驷、天市、骑官、摄提、疏庙、天根、敖客七星官。其中天驷还是人间驯养马匹的始祖。

## 白虎
白虎是代表西方的靈獸，根據五行學說，西方屬金為白色，形象是一隻白色的虎，代表的季節是秋季。在天官中，白虎为西宫白帝之精，其下有天五潢、封豕、天仓、廥积、髦头、觜觿、句曲七星官。

## 朱雀
朱雀是代表南方的靈獸，根據五行學說，南方屬火為紅色，代表的季節是夏季。朱雀是一種紅色的類似於鳥的生物，與狀如錦雞、具五彩羽毛的鳳凰不同，其身覆火焰，終日不熄。近代人多有將其與四靈中的鳳凰混淆，然而兩者相近而不相同。鳳凰有五色，分別象徵着仁義禮智信五德，同時亦象徵五行，而朱雀僅為五行中火者。在天官中，朱雀为南宫赤帝之精，其下有太微、天藩、天相、天侯、天郎、少微、舆鬼七星官。

## 玄武
玄武是代表北方的靈獸，根據五行學說，北方屬水為黑色，形象是黑色的蛇纏繞着龜身或是龜身蛇尾（可作龜蛇），代表的季節是冬季。道教中後將玄武人格化為真武大帝加以崇拜。西遊記中雖有將玄武人格化的情況，唯僅談及其手下有龜、蛇二將，卻未表明真武大帝本體特徵。在天官中，玄武为北宫黑帝之精，其下有羽林天军、北落、清庙、建星、垒钺、盖屋、司空七星官。

## 黄龙
黃龍为第五灵，统御天之四灵。在天官中，黄龙为中宫黄帝之精，其下有轩辕、东陵、女主、大民、女御、爟、酒旗七星官。